# 異世界聖機師物語
《異世界聖機師物語》，是一部由日本動畫公司AIC、BeSTACK製作的原創動畫，為動畫《天地無用！》系列的最新作。於2009年5月22日首播，至2010年5月26日播出最終話。

## 故事簡介
作品背景設定在被稱為「傑米娜（ジェミナー）」的異世界中，而在這裡各國之間的戰爭總是紛亂不絕，而該時使用的兵器是由古代遺跡中發現的巨人所複製的「聖機人」，而故事便由15歲的主角柾木劍士被召喚到了這個世界之後展開。

## 登場人物

### 地球
柾木劍士（Kenshi Masaki，聲：下野紘）
本作的主人公。一名15歲的少年，真實身份是柾木信幸和柾木玲亞的兒子，柾木天女、柾木天地同父異母的弟弟，從異世界（地球）被召喚到異世界「傑米娜」。
實際上是被白眉鷲羽（本作中僅出現影子）傳送過去，在《天地無用！》第四季OVA中有補充說明，由於身為人造人的玲亞有著必需生下異世界混血兒、並將之送回傑米娜的強制命令，如未將劍士送回則會危害玲亞健康。除了傳送劍士外的另一個選項則是將玲亞重置，面對玲亞的生命與劍士的生命，瀨戶大人希望能保留兩者，於是劍士的異世界之旅就此定案。
在柾木劍士出生後數年，樹雷柾木家相關人員就在劍士的健康報告中幫他預定未來前往傑米娜歷練（由瀨戶大人招集樹雷、銀河聯盟等相關人士的女子會議，其實只有前半場正經，後半場就是一群人一邊吃吃喝喝、渡假聊天，一邊把劍士當玩具討論如何培育他適應異世界。現任樹雷皇阿主沙非常擔心，招集父親四加一樹、柾木遙照、柾木信幸、柾木天地、山田西南，透過霧封、船穗、神武三艘第一世代及天地的力量壓制津名魅，成功窺探水鏡內的女子會議。）
在描述完身體狀況與飲食習慣之後，接連出現幾張似為傑米娜聖機人、聖機師及風景人文的照片。由於玲亞堅持不要把這個世界的科技帶去傑米娜，並未施予肉體強化技術及給予超乎傑米娜科技水平的裝備，僅以日常鍛鍊達到肉體能力極限為目標。
最初以「返回原來世界」為條件，協助巴巴隆帶領的叛亂分子執行暗殺拉夏拉任務，最終失敗。
後因拉夏拉的關係而在聖地半工讀，被聖地學生形容「像克洛般可愛」，受到驚嚇或驚訝時會發出「喵」的叫聲，這是受魎皇鬼影響，行為舉動變得很像動物。
習慣了叢林生活，體能非常好，工作全能、家事全能。喜歡收集水晶，其戰鬥力和觀察力都很高（這是由於柾木家的教育和生活習慣所致，從小與魎皇鬼一起長大、一起玩耍鍛鍊肉體反應，利用正木村附近森林培養野外生存力，由砂沙美、諾伊圭教導烹飪、阿重霞教育衣著。）
與聖機神一戰最後被凱雅話語激出潛能，額頭浮現樹雷皇家正統血脈的象徵「力之紋章」，將手中以天地岩壓縮成的「天地劍」轉化為光鷹翼，一舉連同堅不可摧的蓋亞之盾及「蓋亞」本體斬成兩段。
操作的聖機人顏色為白色，屬性為光，當白色聖機人降臨時可拯救世界，黑色反之；暴走時為半黑半白。
其實摧毀蓋亞的時候即可返回原世界，因為鷲羽等人覺得很有趣所以繼續被留在傑米娜，後來成為獨立國家「白鳥城」的國王。
傑米娜與天地無用所處的世界存在時差，玲亞從轉移後被清音收養長大的十多年來，傑米娜的世界已過了數千年。

### 異世界

#### 斯特雷尤皇國
拉夏拉·亞斯二十八世（Lashara Earth XXVIII，聲：米澤円）
斯特雷尤皇國的皇女，因父皇急病離世而繼承皇位。因為修業而在聖地學園入學，年僅十二歲，但思想和行動力等，遠比同齡來的成熟許多。
非常愛錢，曾多次開賭藉機賺一筆。
住在移動城堡「白鳥城」。
凱雅·弗朗（Chiaia Flan，聲：桑谷夏子）
拉夏拉的護衛，同時擔任聖機師的少女，本身為聖地的學生。和達古邁亞是青梅竹馬並暗戀對方已久，但一直因為身分、立場的不同而難以開口。
在知道達古麥亞的為人之後，似乎對達古麥亞沒了暗戀之心，反倒對救了自己的劍士有戀愛的情感。
對劍士的言行舉止非常嚴厲，像姐姐一般的存在。
非常瞭解柾木劍士喜歡挖水晶的習性，曾多次告誡他不准再挖水晶，也曾經拿水晶之事來刺激他。
梅塞亞·弗朗（Mexiah Flan，聲：恒松あゆみ）
聖地學園武術教官。非常受女學生歡迎。
凱雅的姐姐（沒有血緣關係），與性格認真的凱雅不同，屬享樂型的性格。
同時具備使用復甦系亞法的聖衛士和聖機師兩種職業。
先史文明時代被創造出來成為聖機神的機師的三名人造人之一，多露的另一個人格，在聖域攻略戰時思想完全融為一體。
多露（Doll，聲：後藤麻衣）
人造人機師，巴巴隆軍最強聖機師，能操控聖機神。
挖掘聖機神時一起出現，多露和梅塞亞在聖域攻略戰時思想完全融為一體。
巴巴隆（Babalun Mesut，聲：安元洋貴）
斯特雷尤皇國的宰相。出色的聖機工同時是一名野心家，謀劃著使用聖機神實行某種計畫。
體內被父親植入「蓋亞之盾」的核心水晶。
達古麥亞（Dagmyer Mesut，聲：佐藤拓也）
巴巴隆的兒子同時也是一名聖機師。
駕駛技術及資質只比一般機師稍強，自尊心很強，經常失去冷靜。在聖地相當於偶像的存在，私底下攏絡男學生們組成團隊。
在最後一話中，撿到了蓋亞之盾的生體核心，似是為下一部動畫做伏筆。
艾美雅
达古麦亚下属。不愿跟剑士为敌，对岚的在圣地招摇的做法非常厌恶。
尤萊特（Ulyte Mesut，聲：鈴木達央）
優秀的聖機工同時為「聖地」受歡迎的教師。配合著哥哥巴巴隆的企劃，其真正的目的是破壞巴巴隆體內的「蓋亞」核心水晶。
體內和巴巴隆一樣從小被父親植入「梅澤」的核心水晶，當意識虛弱時就會化身為梅澤。
梅澤（Neizai One，聲：阿部幸惠）
戴著面罩的神秘人物，是尤萊特體內的另一個人格。

#### 結界工房
瓦烏安麗·舒梅（Wahanly Shume，聲：中川里江）
平時被稱為「瓦烏」，與凱雅同為聖地的學生，本身隸屬於名為結界工房的技師集團，凱雅父親的學生。
同時兼任聖機工的聖機師，大多數情況是使用名為機工人的蒸氣動力機械人出戰。
雖然外看似只有十五、六歲的少女型態，實際年齡已達97歲。這是因為結界工房內的時間流動與外界有所差異。

#### 舒利馮國
奧拉·舒利馮（Aura Shurifon，聲：野田順子）
黑暗精靈少女，舒利馮國的公主，同時也是一名聖機師。本身是聖地的高年級學生。
綠色機體，能發動黑暗精靈領域的特殊能力，也是眾多喜歡劍士的女性之一。
剛起床時有「負面時間」，與平時比起來像是完全變了個人似的。

#### 哈波尼瓦國
芙罗拉
哈波尼瓦国女皇，玛丽亚娜娜丹的母亲。对拉夏拉的一切几乎无一不知。
瑪麗亞·娜娜丹（Maria Nanadan，聲：斎藤桃子）
哈波尼瓦國公主，和拉夏拉是堂姊妹關係，兩人曾有過節，常常爭吵地一發不可收拾。
雪音·瑪雅（Yukine Mare，聲：園崎未惠）
哈波尼瓦國瑪麗亞屬的聖機師，藍色機體，沉默寡言的美女，從其印象被稱為「冰娃娃」。
是瑪麗亞的護衛，也是眾多喜歡劍士的女性之一。
心地善良容易害羞，純粹的天然呆。

#### 教廷
蕾雅（Rea Second，聲：阿部幸惠）
教廷派來的情報員，其真實身份就是戴面具的神祕人「梅澤」。三大人造人之一。
嚴格說起來「梅澤・旺」才是本名，而「蕾雅・賽岡多」是柾木劍士的母親玲亞在異世界的本名。
最初原本應該送去地球的是梅澤，然而玲亞因為對地球感到興趣，偶然(又或說是故意)與梅澤交換身分傳送至地球。導致梅澤不得已與蓋亞正面交鋒，卻因未受如何與其交戰的訓練而死亡。因此便把對玲亞的怒氣，轉嫁給剛見面的劍士。
麗媞雅（声：大村歌奈）
現任教宗的孫女，亦是聖地學院學生會會長。常以野生動物稱呼柾木劍士。
拉比絲（聲：今野宏美）
如同妹妹般在麗媞雅的身旁協助，劍士的同學，15歲。因個性內向及立場，常被其他同學或學姊欺負。自從劍士幫其拾獲被人丟下懸崖的手帕，便對其產生愛慕之心。與外表不同，其實是個實力超強的聖機師。

#### 聖地學園
學院長
聖地學院的院長、聖地高層負責人，同時也兼學院的宿舍管理人員，是位聰明且隨和的婦人。不因劍士出生於高地地區而有所輕視，反之常關切為身為拉夏拉隨從的劍士，並接受其至聖地學院念書。在之後的戰爭，也擔負起學生聖機師們的戰術指導。
漢娜（聲：須藤繪里花）
聖地生活管理組組長。熟知聖地設施，身材高大卻反應靈敏，遇緊急危難事故也相當冷靜。
喬琪（聲：加納千秋）
聖地生活管理組組員，主要負責房間內務整理及衣物送洗。

#### 盗贼
柯露蒂涅
盗贼团首领。跟达古麦亚勾结，把岚送入圣地当学生卧底。
嵐
柯露蒂涅的女儿，性情招摇，贪婪。

## 用語

#### 生物相關
克洛
外貌可愛且擁有感知能力的生物，被各國當作警報器。
人造人
原本用來替代異世界人操控聖機神的人類，其外表與人類一樣會正常老化、死亡。但因為有所謂「核心晶體」的技術，可利用其轉移至其他的肉體。
雖說這種方法可以在短時間內獲得新的人造人，但因為晶體只會接受上一代的技術及格鬥經驗，卻無法將人格記憶傳承，導致新生的人造人最後誤認指令，駕駛聖機神進行破壞而導致遠古人類滅亡，而其中之一便是蓋亞。
對此遠古人類又再發明三位人造人，分別就是梅澤・旺、蕾雅・賽岡多、多露・薩多。除了像蓋亞一樣可以直接由核心晶體轉換，也可以幼化為嬰兒，這是為了避免會像蓋亞只繼承戰鬥能力，而在嬰兒狀態則能重新教導人類法則長大。
另外這三名人造人同時也兼具與人類生育下一代的能力，因此蕾雅便到異世界(地球)，生下了劍士並送往傑米娜。
聖機師
是指對搭載的高出力亞法動力爐在回轉時會發出阻礙大腦生理機能的特殊震動波擁有高的耐性的人，而有極高耐性的人大多數都是從異世界被召喚而來的人。
另外，聖機人因操控的聖機師的特性而變化形狀。也就是看聖機人的形狀就能確定聖機師。
然而，聖機人的數量受到教會的嚴格限制和管理，各國在不能增加數量情況下，只能聖機師提高質量，雖然操縱技術可以後天修得，但是耐久持續力則是先天的，而且實際上聖機人成本比起龐大的軍隊與武器來要便宜許多，所以各國會對優秀的聖機師給予各種特權。
異世界人
只能通過在特定星象的情況下進行召喚儀式，從異世界召喚過來的人，其中黑暗精靈便是先史文明所召喚的（黑暗精靈所特有的負面時間便是因異世界（傑米娜）環境所造成的）。
只是柾木劍士是特別例子，因為他不是召喚過來，是異世界（地球）傳送過來（傑米娜）。
其作為聖機師能力必然很高，因此地位及發言權也相對極高，而因他們的喜好和推廣產生許多奇怪的風俗。如：帶貓耳著高叉泳衣為聖機師加冕時正式服裝、女性游泳時是著薄紗睡衣來游泳、哈伯利亞的傳統歡迎禮儀--枕頭戰等等。

#### 機械相關
聖機神
從遺跡挖出的遠古機體，聖機人就是以其為原型而發明，目前僅剩一架完整，聖機師們均無法操控。
據結界工房調查，原本聖機神並非用於戰鬥而製作，反而是以運動項目而製作。
原本應由異世界人來操控，但因為一來異世界人必需得靠特殊星象才能召喚成功，二來隨著時間改造，聖機神的威力也越來越強，導致在操作過程造成異世界人死傷，為了避免死亡，而研發出人造人來操控。
聖機人
使用亞法技術的兵器，使用亞法動力爐（亞法結界爐）的人型武器就是「聖機人」。
而聖機人是將從古代遺蹟發掘出來象徵力量的聖機神作為原型發展出來，為了和聖機神有所區別，因此改名為聖機人。
聖機人是在埃納海中發揮巨大力量的絕對兵器。
但是聖機人有一個很大的缺點，那就是搭載在其身上的高出力亞法動力爐會在回轉時會發出阻礙大腦生理機能的特殊震動波，一般人如果受到這特殊震動波的影響會導致名為「亞法醉」的狀態。
根據天地無用第四期OVA，古代文明已掌握星間航行能力，但經歷文明毀滅數千年目前仍歸類在初期文明，因此樹雷皇家的干涉受到限制，否則一艘樹雷船艦便能輕鬆擊毀聖機神。
尾巴
高階聖機師駕駛的聖機人才會出現的特有物。順帶一提，雖然達古麥亞的聖機人也有尾巴，但那是因為他的虛榮心另外加上去的，實際上他並非高階聖機師。
動甲胄
用來訓練聖機師的甲胄機器人，其動力來源也是靠亞法，但因為構造相對簡單，若使用儲能動力爐，作用時間會更長。

#### 其他關聯
結婚
聖機師的結婚並非自主，尤其是男性，這是因為男性的聖機師出生機率極低。因此在就學期間，幾乎是免參加各種體力活的課程，避免因課程導致身體受傷。
女性聖機師服役完後可自由與普通人戀愛結婚，而在服役過程(包含就學期間)，女性聖機師的腰部會加上避孕結界，以防止服役期間未經許可懷孕。
結婚對象的權力操之在管理者（主要是國王或聖機師的主人）手上，這是為了要培育最優秀的下一代聖機師。
而男性聖機師婚期並非一輩子，而是在一個星期內，與女性聖機師有各種行為上的「交際」活動。
為了得到優秀的基因，女性聖機師（管理者）得花上不少錢，來購買男性聖機師的「配偶權」。也因此男性聖機師被拉夏拉戲稱為「種馬」。

## 電視動畫

### 製作人員
- 原作、總監修：梶島正樹
- 導演：吉川浩司（日语：吉川浩司）
- 劇本統籌：白根秀樹
- 人物原案：榎波克己
- 構圖：腦髓
- 人物設定、總作畫監督：渡邊一
- 機械設定：鷲尾直廣
- 道具設定：里大樹、松本昌子、小川浩
- 主要動畫師：川村幸祐、松田宗一郎、石本英治
- 美術監督：井上京
- 主要美術設定：須江信人
- 色彩設計：松山愛子
- 攝影監督：大前亮介
- 剪輯：右山章太
- 音樂：多田彰文
- 音響監督：渡邊淳（日语：渡辺淳 (音響監督)）
- 製作人：植田泰生、太田昌二、松嵜義之
- 動畫製作：AIC Spirits／BeSTACK
- 製作、著作：VAP

### 主題曲
片頭曲「Follow Me feat.Sound Around」
作詞、主唱：加賀美聖良
作曲：石塚英一朗
編曲：守屋友晴
片尾曲「Destino」
主唱：Alchemy+

### 各話列表
| 話數 | 日文標題 | 中文標題       | 劇本              | 分鏡                       | 演出                       | 作畫監督                                                   | 作畫監督                                         |
| 話數 | 日文標題 | 中文標題       | 劇本              | 分鏡                       | 演出                       | 人物                                                       | 機械                                             |
| ---- | -------- | -------------- | ----------------- | -------------------------- | -------------------------- | ---------------------------------------------------------- | ------------------------------------------------ |
| 1    |          | 白與黑的聖機人 | 待田堂子 梶島正樹 | 吉川浩司 中村賢太朗        | 吉川浩司 中村賢太朗        | 川村幸祐、赤尾良太郎 小野和寛                              | 吉田徹、石本英治                                 |
| 2    |          | 去聖地         | 待田堂子 梶島正樹 | 梶島正樹 石山貴明          | 唐戸光博                   | 新井伸浩、猪股雅美 村上真紀                                | 新井伸浩                                         |
| 3    |          | 勞動最光榮     | 白根秀樹          | 梶島正樹 博多正寿          | 鈴木和弘                   | 福重秀一、服部憲知 村上真紀                                | 服部憲知                                         |
| 4    |          | 吊墜           | 犬飼和彦          | 中村賢太朗 博多正寿        | 平池芳正 古川順康          | 永田正美、津熊健徳 村田峻治                                | -                                                |
| 5    |          | 夸父追日       | 犬飼和彦          | 伊藤真朱 土屋日            | 鶴田寛 古川順康            | 小山知洋、服部憲知                                         | 小山知洋                                         |
| 6    |          | 休假           | 犬飼和彦          | 友田政晴 博多正寿 梶島正樹 | 白石道太 三家本泰美        | 山田裕子、川村幸祐 桝井一平、古阪美津妃                    | 松田宗一郎、桝井一平                             |
| 7    |          | 競武大會       | 犬飼和彦          | 伊藤真朱                   | 唐戸光博 仁昌寺義人        | 内野明雄、加藤里香 飯飼一幸、永田正美                      | 村田峻治                                         |
| 8    |          | 襲來           | 白根秀樹          | 稲垣隆行                   | 加藤顕                     | 大高雄太                                                   | 吉田徹                                           |
| 9    |          | 思惑           | 犬飼和彦          | 青木英 土屋日              | 堤雄一郎 北川正人          | 松本昌子、山田裕子 谷拓也、後藤潤二 小宮山由美子、清水勝祐 | 石本英治                                         |
| 10   |          | 家             | 白根秀樹          | 博多正寿 鈴木和弘          | 鈴木和弘                   | 福重秀一、服部憲知                                         | 小山知洋                                         |
| 11   |          | 結界工房       | 犬飼和彦          | 伊藤真朱 稲垣隆行          | 白石道太 廣川集一          | 小関雅、輿石暁                                             | 石本英治、西井正典 宇佐美皓一、大原和男          |
| 12   |          | 結果           | 犬飼和彦          | 石平信司 島津裕行          | 加藤顕 工藤寛顕            | 鈴木勘太、大高雄太 飯飼一幸                                | 吉田徹                                           |
| 13   |          | 蓋亞           | 白根秀樹          | 稲垣隆行 土屋日 伊藤真朱   | 神戶洋行 阿部雅司 白石道太 | 川村幸祐、神戸洋行 渡邊浩二、松本昌子 山本周平             | 神戸洋行、渡邊浩二 西井正典、斎藤雅和 松田宗一郎 |

### BD&DVD
| 卷數 | 發售日期       | 收錄話數 | 規格編號   | 規格編號   |
| 卷數 | 發售日期       | 收錄話數 | BD         | DVD        |
| ---- | -------------- | -------- | ---------- | ---------- |
| 1    | 2009年5月22日  | 第1話    | VPXV-71046 | VPBV-13317 |
| 2    | 2009年6月24日  | 第2話    | VPXV-71047 | VPBV-13318 |
| 3    | 2009年7月24日  | 第3話    | VPXV-71048 | VPBV-13319 |
| 4    | 2009年8月21日  | 第4話    | VPXV-71049 | VPBV-13320 |
| 5    | 2009年9月26日  | 第5話    | VPXV-71050 | VPBV-13321 |
| 6    | 2009年10月21日 | 第6話    | VPXV-71051 | VPBV-13322 |
| 7    | 2009年11月27日 | 第7話    | VPXV-71052 | VPBV-13323 |
| 8    | 2009年12月23日 | 第8話    | VPXV-71053 | VPBV-13324 |
| 9    | 2010年1月27日  | 第9話    | VPXV-71054 | VPBV-13325 |
| 10   | 2010年2月24日  | 第10話   | VPXV-71055 | VPBV-13326 |
| 11   | 2010年3月26日  | 第11話   | VPXV-71056 | VPBV-13327 |
| 12   | 2010年4月21日  | 第12話   | VPXV-71057 | VPBV-13328 |
| 13   | 2010年5月26日  | 第13話   | VPXV-71058 | VPBV-13329 |

## 出版書籍

### 小説
小說全1卷，由富士見書房出版發行，作者為和田篤志、梶島正樹，插畫由擔任動畫角色原案的榎波克己負責。
| 集數 | 富士見書房    | 富士見書房             |
| 集數 | 發售日期      | ISBN                   |
| ---- | ------------- | ---------------------- |
| 全   | 2009年8月20日 | ISBN 978-4-8291-3428-3 |

### 漫畫
漫畫版由ばう負責作畫，自2009年6月起在月刊ComicREX（一迅社）中開始進行連載。單行本全2卷。
| 集數 | 一迅社       | 一迅社                 |
| 集數 | 發售日期     | ISBN                   |
| ---- | ------------ | ---------------------- |
| 上   | 2010年6月9日 | ISBN 978-4-7580-6181-0 |
| 下   | 2010年6月9日 | ISBN 978-4-7580-6197-1 |

## 外部連結
- 「異世界の聖機師物語」公式サイト （页面存档备份，存于）
- .   [2017-10-13]. （原始内容存档于2013-09-17）.